# Noblesse du Don
Pour les articles homonymes, voir Don.
 (septembre 2021).

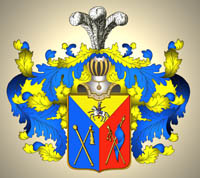
Armoiries de la famille Ilovaïski

La noblesse du Don regroupe les Cosaques du Don qui font partie de la noblesse.

## Histoire
Jusqu'au 22 septembre 1798, les rangs des cosaques du Don n'étaient pas inclus dans le tableau des rangs et, en la noblesse cosaque avait une existence relative . Démocratiques d'origine et de composition, les cosaques du Don choisissaient leurs chefs militaires pour la durée de la campagne, à l'issue de laquelle se formaient les pouvoirs.
La fin du XVIIe et le début du XVIIIe siècle sont caractérisés par le début de la séparation des anciennes familles de chefs du reste des cosaques qui fournissait les soldats du rang lors des campagnes. Se forme une tendance à la transmission héréditaire du statut des chefs ; ainsi, des familles héritant du statut de leur ancêtre et occupant des charges d'officiers se distinguent dans les clans du Don. En 1776, on compte une centaine de ces familles : les Krasnoshekov, les Frolov, les Ephraïm, les Sebrïakov, les Denisov, les Ilovaïski, les Grekovs, les Orlov, les Platov, les Izaev, les Ageev, les Tchernozoubov, les Loukovkine, les Rodionov, entre autres.
Le 22 septembre 1798 fut publié un ukaze suprême de Paul Ier légiférant sur le Collège militaire. Ce décret inclut automatiquement les cosaques du Don dans le tableau des rangs, tout en conservant leurs rangs personnels.
Cette faveur fut communiquée à l'ataman Vassili Petrovitch Orlov par le tsar lui-même. C'est pourquoi le 22 septembre 1798 est considéré comme le jour de l'émergence officielle de la noblesse du Don.
Cependant, jusque dans les années 1830, la plupart des familles qui avaient des droits à la noblesse héréditaire ne les ont pas formalisé, car les privilèges qu'ils offraient n'étaient pas si grands, et, en outre, les cosaques du Don jouissaient d'une suffisante indépendance.
L'enregistrement en masse de la noblesse du Don se fit dans la seconde moitié des années 1830.

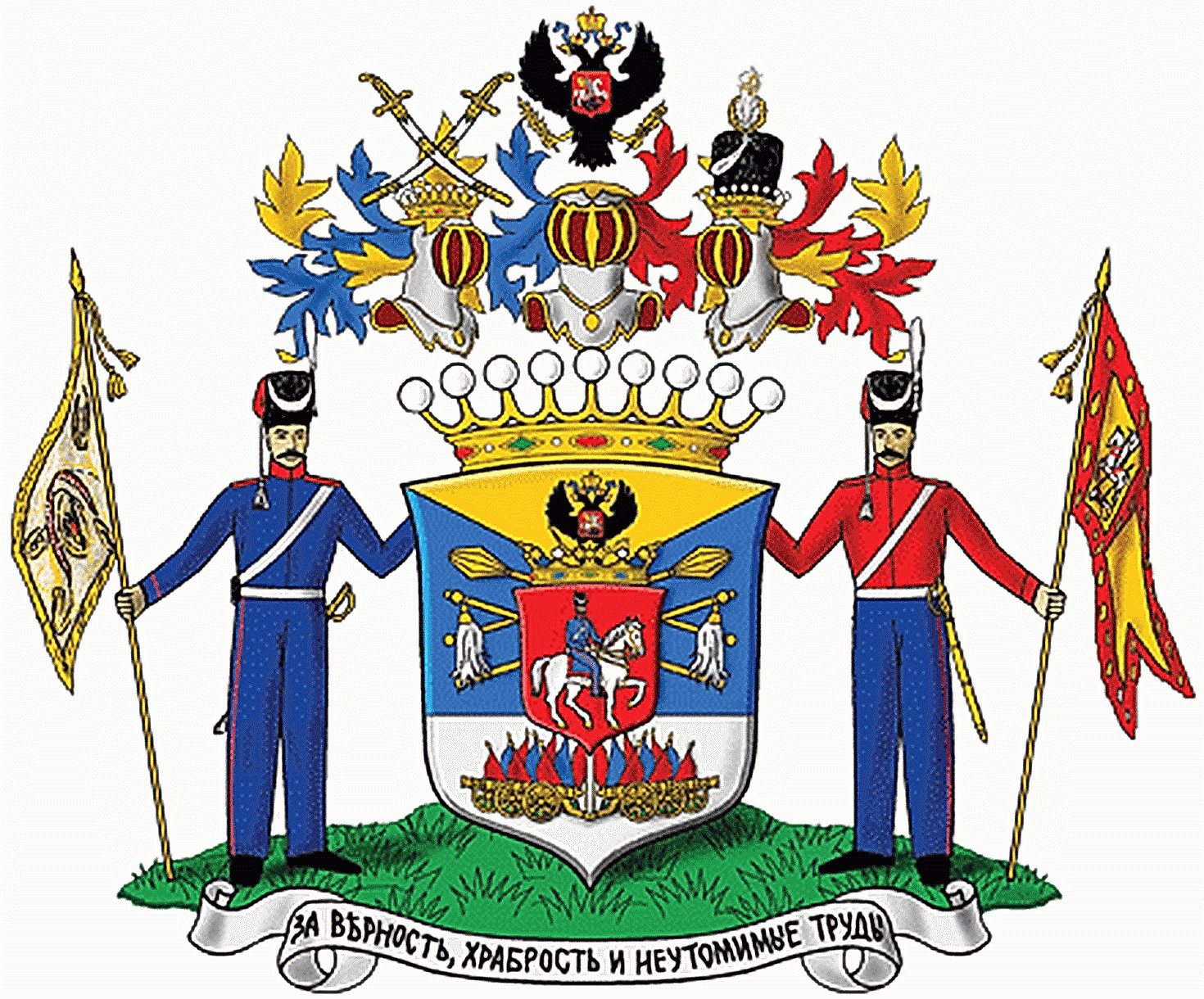
Armoiries de la famille du comte Platov